# Kaskawulsh Mountain
Kaskawulsh Mountain är ett berg i Kanada.   Det ligger i territoriet Yukon, i den västra delen av landet, 4 300 km väster om huvudstaden Ottawa. Toppen på Kaskawulsh Mountain är 2 969 meter över havet, eller 503 meter över den omgivande terrängen. Bredden vid basen är 3,9 km.
Terrängen runt Kaskawulsh Mountain är bergig åt nordväst, men åt sydost är den kuperad. Trakten runt Kaskawulsh Mountain är nära nog obefolkad, med mindre än två invånare per kvadratkilometer.. Det finns inga samhällen i närheten. 
Trakten runt Kaskawulsh Mountain är permanent täckt av is och snö.